# منتوحتپ ششم
منتوحُتپ ششم فرعونی در دودمان تبسی شانزدهم یا هفدهم بود که در دوره دوم میانی در مصر علیا فرمانروایی می‌کرد. او جانشین نفرهوتپ سوم بود و فهرست پادشاهان تورین برای فرمانروایی او طول دوره‌ای ۱ ساله ذکر می‌کند. این در حالی است که جانشین منتوهوتپ ششم، نبیریو یکم برای ۲۵ سال بر مصر علیا حکم راند.
نام منتوحُتپ ششم در سنگ یادبودی در تبس آورده شده است. در این سنگ یادبود او اینگونه می‌نویسد: «من شاه تبس هستم، این شهر من است.»